# Barelli
Barelli er en belgisk tegneserie, skrevet og tegnet af Bob de Moor.
Hovedfiguren Georges Barelli er teaterskuespiller og kommer ud for en række mystiske hændelser. Serien startede i belgisk Le Journal Tintin i juli 1950 og gik nogle uger senere i fransk Le Journal Tintin.
Tre af historierne gik i fart og tempo 1975, de har (f&t) efter titlen i oversigten. Barelli var på forsiden af nr. 27 og nr. 39.

En historie gik i Seriemagasinet nr. 290, den har (SM) efter titlen i oversigten.

Interpresse udgav to historier som album, de har (I1) og (I2) efter titlen i oversigten.

Siden 2020 har forlaget E-voke udgivet serien i indbundne album. Planer er at udgive hele serien i 9 album, og efteråret 2024 er nr. 1-8 udgivet.

## Album
Albumserien fra E-voke.
1. Den mystiske monsieur Barelli 978-87-93952-09-6
2. Barelli på Nusa Penida 1. del 978-87-93952-17-1
3. Barelli på Nusa Penida 2. del 978-87-93952-31-7
4. De hemmelige agenter 978-87-93952-47-8
5. Den vrede Buddha 978-87-93952-81-2
6. Bomber til søs 978-87-7598-005-5
7. Hertugen af Gonobutz 978-87-7598-020-8
8. På opdagelse 978-87-7598-053-6
9. Barelli vender tilbage (planlagt)

## Oversigt
Historierne står i samme rækkefølge som i albumserien fra E-voke. Det vil for det meste betyde i kronologisk rækkefølge; når en historie er ude af kronologien, er original udgivelsesdato markeret med rødt.
| Barelli – oversigt         |                                     |             |             |                                                                               |
| Fransksproget førsteudgave | Fransksproget førsteudgave          | Antal sider | Antal sider | Danske udgaver                                                                |
| Udgivet                    | Titel                               | Antal sider | Antal sider | Danske udgaver                                                                |
| 1950-07-27 – 1951-02-28    | L'énigmatique monsieur Barelli      | 32          | 32          | Den mystiske monsieur Barelli (E1)                                            |
| 1951-03-07 – 1952-05-14    | Monsieur Barelli à Nusa-Pénida      | 30          | 60          | Barelli på Nusa Penida 1. del (E2)                                            |
| 1951-03-07 – 1952-05-14    | Monsieur Barelli à Nusa-Pénida      | 30          | 60          | Barelli på Nusa Penida 2. del (E3)                                            |
| 1964-01-07 – 1964-04-14    | Barelli et les agents secrets       | 30          | 30          | Barelli og den mystiske pop-gruppe (f&t) Barelli og de hemmelige agenter (E4) |
| 1972-03-02 – 1972-05-18    | Barelli et le Bouddha boudant       | 30          | 30          | Buddha bli'r sur (f&t) Den vrede Buddha (I1 & E5)                             |
| 1974-02-05 – 1974-04-02    | Bonne-mine à la mer                 | 30          | 30          | God mine til slet spil (f&t) Bomber til søs (I2 & E6)                         |
| 1976-07-20 – 1976-09-07    | Barelli et le seigneur de Gonobutz! | 30          | 30          | Hertugen af Gonobutz (E7)                                                     |
| 1968-01-02                 | C'est dans le lac                   | 7           |             |                                                                               |
| 1968-07-16                 | Barelli et la mort de Richard II    | 7           |             |                                                                               |
| 1975-02-01                 | Barelli et le nez de cléops         | 18          |             |                                                                               |
| 1978-06-27                 | L'abominable M. Barelli             | 4           |             |                                                                               |
| 1979-12-18                 | Top secret!                         | 4           |             |                                                                               |
| 1981-09-29                 | L'enigmatique monsieur Barelli      | 1           |             |                                                                               |
| 1981-10-06                 | L'enigmatique monsieur Barelli      | 14          |             | Den dobbelte kidnapning (SM290)                                               |
| 1982-10-12 – 1982-11-16    | Les trafiquants du temple           | ca. 30      | ca. 30      |                                                                               |
| 1986                       | Bary Lelli à Nuda Penisa            | 2           |             |                                                                               |
| 1987                       | De la planche aux planches          | 1           |             |                                                                               |
|                            | Bruxelles bouillonne                | 28          | 28          |                                                                               |